# Герб Лутугинського району
Герб Луту́гинського райо́ну — офіційний символ Лутугинського району Луганської області, затверджений рішенням районної ради 20 лютого 2001 року.

## Опис
Герб району являє собою геральдичний щит синього кольору з закругленням у верхній частині. У нижній частині розміщено схематичне зображення терикону. Над териконом зображено перехрещені молот та відбійний молоток. У полі терикона розміщено сріблястий валок. З лівого й правого боків щит обрамований золотистими колосками пшениці, обвитими синьо-жовтою стрічкою.
Над щитом зображений півдиск сонця, що сходить. Щит оточений білим рушником з малиновими візерунками; на рушник також накладено гілки калини з гронами. Зверху на рушнику міститься напис «ЛУТУГИНСЬКИЙ РАЙОН».

## Символіка
- Терикон, молот та відбійний молоток символізують вугільну промисловість.
- Валок вказує на розміщення в районі заводу прокатних валків.
- Сонце вказує на географічне розташування району на сході України.
- Колосся — символ сільського господарства.
- Рушник є символом гостинності жителів району.
- Калина — втілення кохання, чистоти і відданості.